# Sonora Ponceña
La Sonora Ponceña ist eine Salsagruppe aus Puerto Rico. Sie gehörte mit zu den populärsten Gruppen Lateinamerikas.

## Werdegang

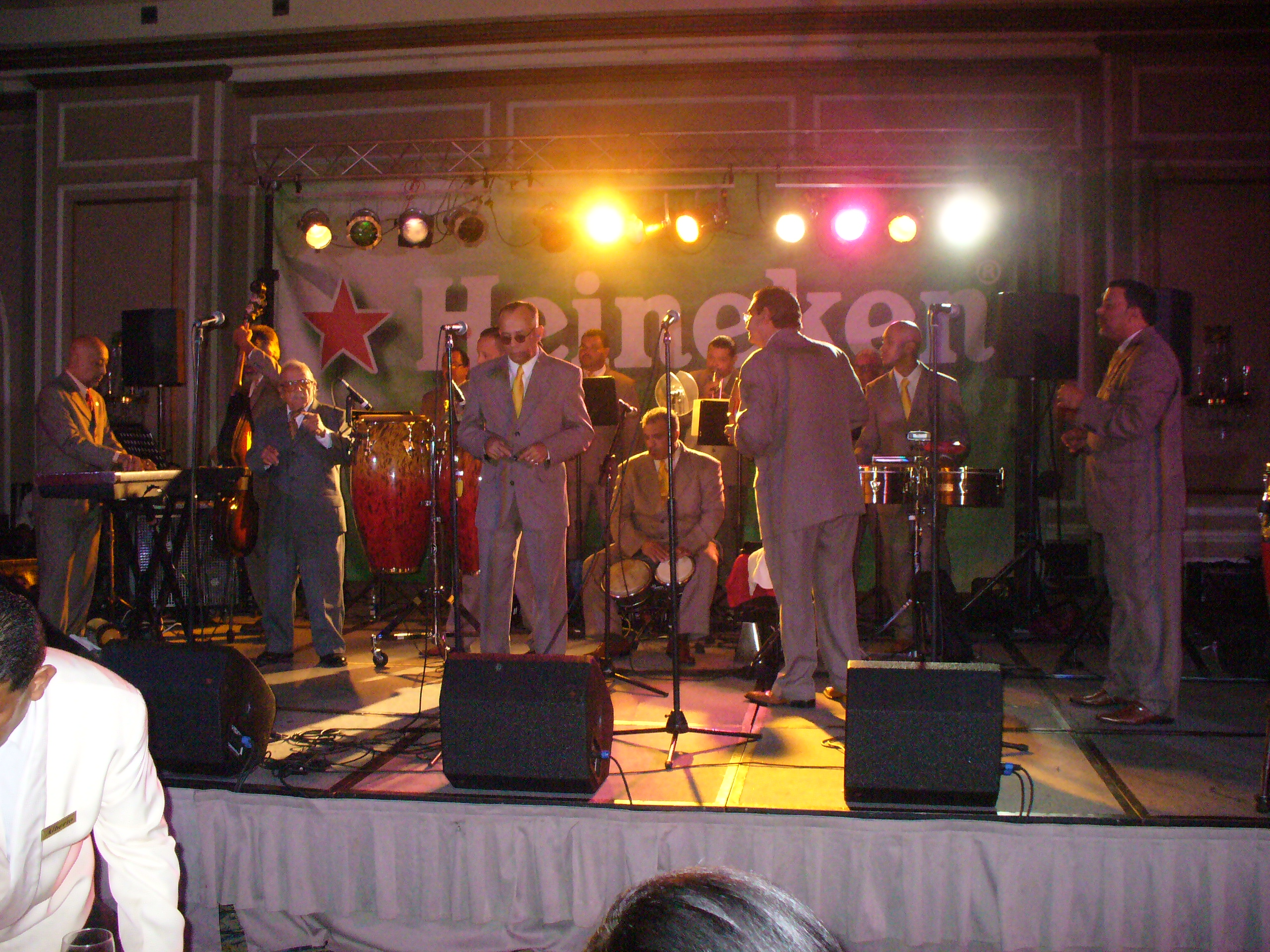
Sonora Ponceña im Jahr 2007

La Sonora Ponceña wurde 1954 von Enrique Lucca Caraballo und Antonio Santaella in Puerto Rico gegründet. 1960 erschien ihre erste Single in New York und 1968 wurde die Gruppe durch den Pianisten Enrique „Papo“ Lucca Quiñonez (* 10. April 1946 in Yauco, Puerto Rico) ergänzt. Ihr erstes Album Hachero Pa’ Un Palo enthielt den Hit Amor Verdadero, der die Band weithin bekannt machte. Die Gruppe Sonora Matancera und ihre Perkussionseinlagen dienten der Gruppe La Sonora Ponceña in den frühen Jahren als Vorbild. Bereits 1960 hatte La Sonora Ponceña zahlreiche Auftritte im Manhattan Center und im Puerto Rico Theater. Sie spielten zu der Zeit überwiegend Guarachas und Boleros. 1968 nutzten sie erstmals die neue Technologie Langspielplatten aufzunehmen. Neue Sänger wie Yolanda Rivera und Toñito Ledee prägten den neuen Sound der Sonora Ponceña. Hachero Pa’ Un Palo und Fuego en el 23 wurden große musikalische Erfolge. Insgesamt nahmen sie mit dem Inca–Label 30 Alben auf. 1979 nahmen sie mit Celia Cruz das Album La Ceiba auf. 1980, als die Welle der Salsa Romántica begann, war La Sonora Ponceña auf dem Höhepunkt ihrer Karriere.

## Diskografie
- Felipe y Davilita con la Sonora Ponceña (1954)
- Hachero Pa' Un Palo (1968)
- Fuego En El 23 (1969)
- Algo de Locura (1971)
- Navidad Criolla (1971)
- Desde Puerto Rico a Nueva York (1972)
- Sonora Ponceña (1972)
- Sabor Sureño (1974)
- Tiene Pimienta (1975)
- Conquista Musical (1976)
- El Gigante Del Sur (1977)
- La Orquesta De Mi Tierra (1978)
- Explorando (1978)
- La Ceiba (1979, gesungen von Celia Cruz)
- New Heights (1980)
- Unchained Force (1980)
- Night Raider (1981)
- Determination (1982)
- Future (1984)
- Jubilee (1985)
- Back to Work (1987)
- On The Right Track (1988)
- Into the 90's (1990)
- Merry Christmas (1991)
- Guerreando (1992)
- Apretando (1995)
- On target (1998)
- Back to the Road (2004)
- Otra Navidad Criolla (2008)
- Trayectoria + Consistencia = Sonora Ponceña (2010)

## Besetzung
- Enrique „Papo“ Lucca Quiñonez: musikalische Leitung und Piano
- Héctor L. Pérez: Gesang
- Edwin Rosas: Gesang
- Daniel Dávila: Gesang
- Fernando L. Colón: Gesang
- Japhet Rodríguez: Timbales
- Jorge L. Torres: Trompete
- Angel E. Rodríguez: Trompete
- Gustavo López: Trompete
- Alfredo del Valle: Trompete
- Wilfredo López: Congas
- Alexander Rosa: Bass
- Domingo Gutiérrez: Bongó